# Rio Corrente (vattendrag i Brasilien, Bahia)
Rio Corrente är ett vattendrag i Brasilien.   Det ligger i delstaten Bahia, i den östra delen av landet, 600 km nordost om huvudstaden Brasília.
Omgivningen kring Rio Corrente är en mosaik av jordbruksmark och naturlig växtlighet. Området är glesbefolkat, med 14 invånare per kvadratkilometer.